# George Gardner Symons

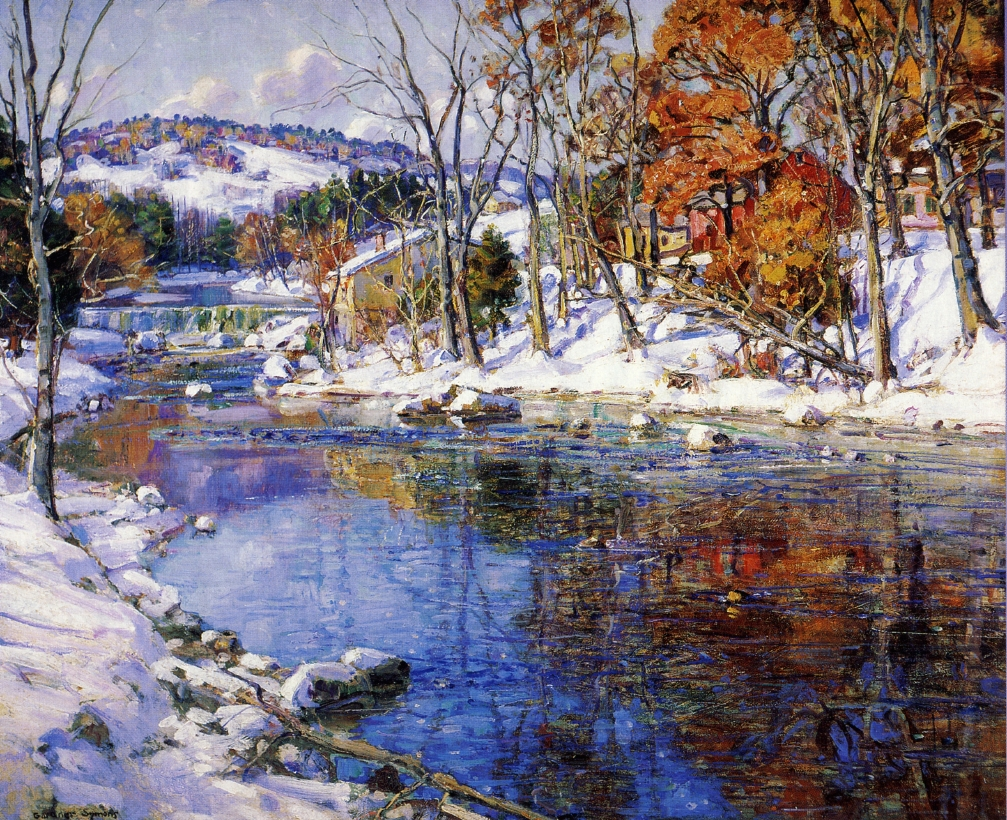
The first snowfall, ca. 1920. Privatsammlung

George Gardner Symons (* 1861 oder 1863 in Chicago, Illinois; † 14. Januar 1930 in Hillside, New Jersey) war ein US-amerikanischer Maler des Impressionismus. Er ist bekannt für seine Landschaftsmalerei, insbesondere für Winterlandschaften und Schneeszenerien.

## Leben

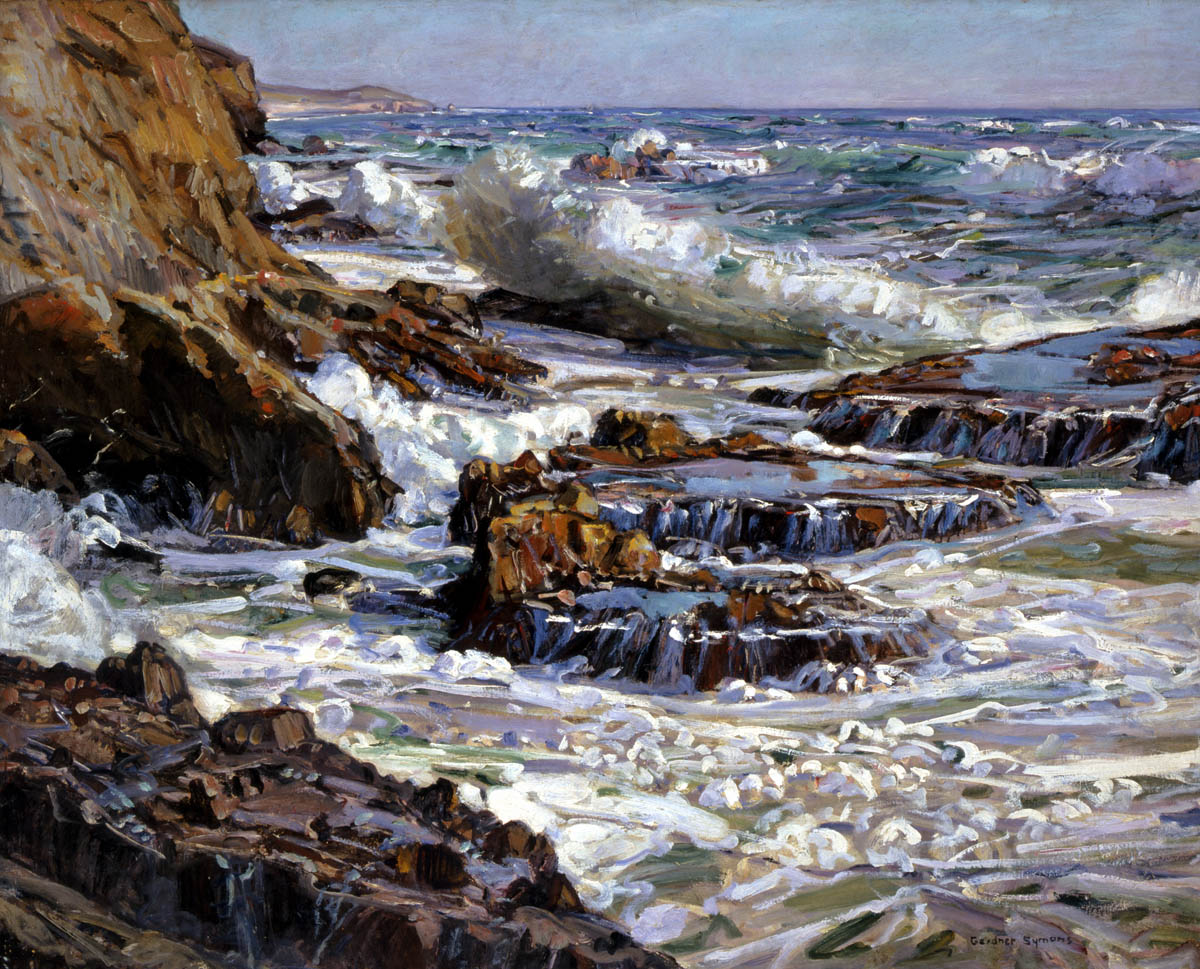
Southern California Coast. Irvine Museum

George Gardner Symons wurde als George Gardner Simon geboren und änderte seinen Nachnamen später in Symons. Der Sohn deutscher Einwanderer gab selbst an, seine erste künstlerische Ausbildung am Art Institute of Chicago erhalten zu haben, doch gibt es keine Aufzeichnungen darüber, dass er dieses Institut besucht hat. Symons lebte fast zehn Jahre in Europa und studierte in Paris, München und London. 1896 hielt er sich in den USA auf, da er in diesem Jahr mit dem Maler William Wendt Kalifornien bereiste. 1899 stellte er in der Royal Academy in London aus und begann in dieser Zeit in der Künstlerkolonie St. Ives in Cornwall zu malen.
Obwohl in zeitgenössischen biographischen Skizzen über ihn immer wieder erwähnt wird, dass er 1909 nach Amerika zurückkehrte, erwarb er 1906 ein Atelier in Laguna Beach, Kalifornien, das er zumindest in Teilzeit bis 1915 betrieb. Er wurde mit der California School assoziiert, zu der auch Edgar Payne, Armin Hansen und William Wendt gehörten. Symons arbeitete jedoch hauptsächlich an der Ostküste. Obwohl er häufig nach Europa reiste, teilte er seine Zeit in den Vereinigten Staaten zwischen New York und Colerain, Massachusetts, auf, wo die Schneeszenen entstanden, die zu seiner Spezialität wurden. Seine Werke wurden in renommierten Institutionen wie der National Academy of Design und der Corcoran Gallery of Art ausgestellt. 1910 wurde er zum assoziierten Mitglied (ANA) und 1911 zum ordentlichen Mitglied (NA) der National Academy of Design gewählt.  
George Gardner Symons starb 1930 in Hillside, New Jersey, an den Folgen einer Lungenentzündung.

## Werk

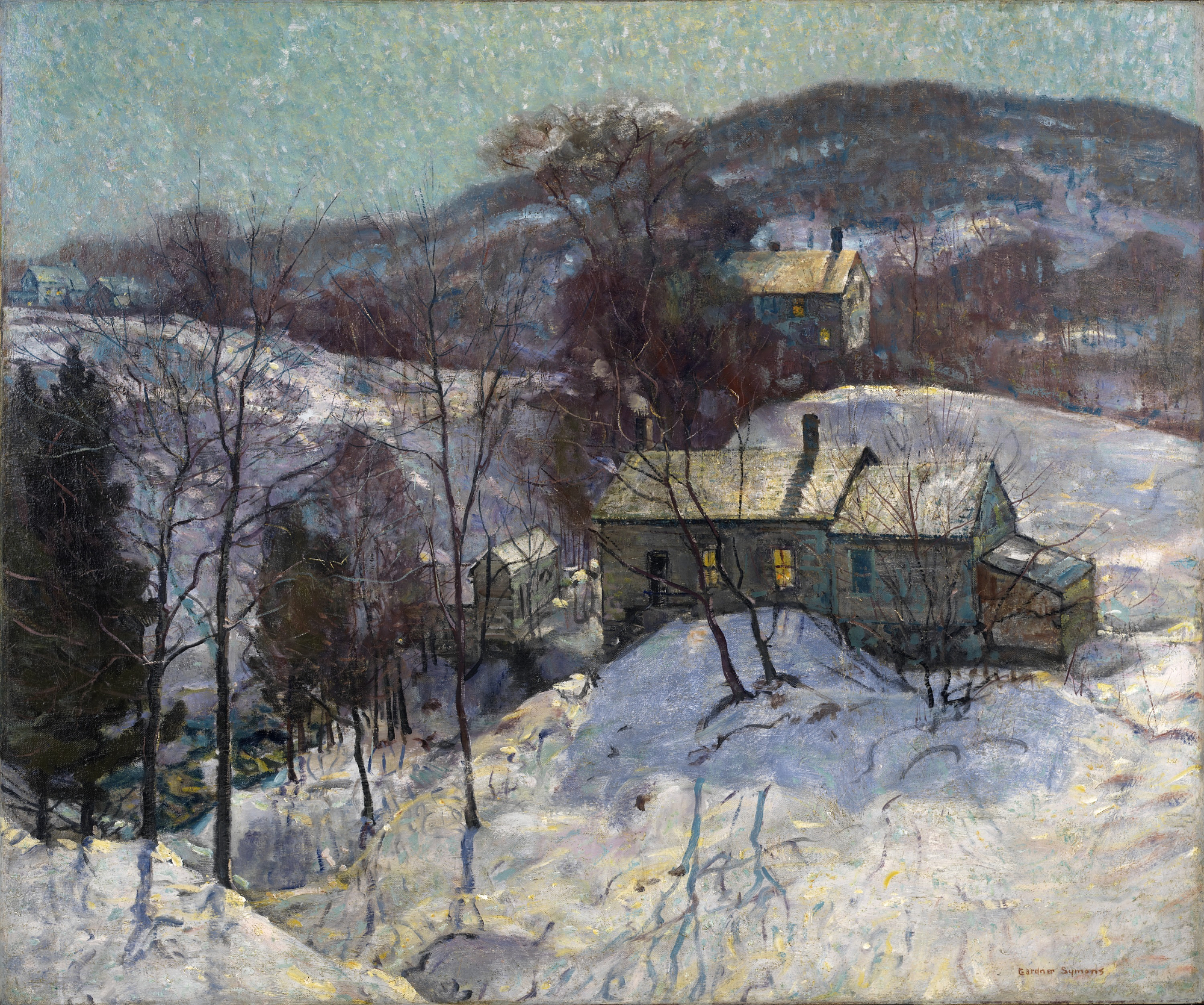
Shimmering Tree Shadows. Smithsonian American Art Museum

George Gardner Symons ist besonders für seine Darstellungen von Winterlandschaften bekannt. Seine Werke zeichnen sich durch eine lebhafte Farbpalette und eine dynamische Pinselführung aus, die den Einfluss des Impressionismus widerspiegeln. Er bevorzugte die Freilichtmalerei, um die flüchtigen Licht- und Wetterverhältnisse unmittelbar einzufangen. Seine Bilder bieten oft weite Ausblicke in die Natur und vermitteln ein Gefühl von Ruhe und Erhabenheit.